# تقی عثمانی
محمدتقی عثمانی (زادهٔ ۳ اکتبر ۱۹۴۳) (۱۳۲۲) یک فقیه پاکستانی و از دانش‌وران مشهور در حوزه‌های قرآن، حدیث، فقه اسلامی، اقتصاد اسلامی و ادیان تطبیقی است. عثمانی از سال ۱۹۷۷ تا ۱۹۸۱ عضو «شورای ایدئولوژی اسلامی» بود، سپس از ۱۹۸۱ تا ۱۹۸۲ به‌عنوان قاضی دادگاه شرعی فدرال خدمت کرد و از ۱۹۸۲ تا ۲۰۰۲، قاضی هیئت تجدیدنظر شرعی دیوان عالی پاکستان بود.
در سال ۲۰۲۰، عثمانی از سوی مرکز (The Muslim 500) به‌عنوان تأثیرگذارترین شخصیت مسلمان جهان انتخاب شد.او از اندیشمندان مشهور جریان معاصر دیوبندی به‌شمار می‌رود و دیدگاه‌ها و فتاوای او در میان علما و نهادهای دیوبندی سراسر جهان، از جمله دارالعلوم دیوبند در هند، شنیده می‌شود. عثمانی از سال ۲۰۲۱، ریاست «وفاق المدارس العربیة» پاکستان را بر عهده دارد.
پدر محمدتقی، شفیع عثمانی، مفتی اعظم دارالعلوم دیوبند بود. محمد تقی عثمانی پس از تقسیم هند در سال ۱۹۴۸، همراه خانواده به پاکستان مهاجرت کرد.
در سال ۲۰۲۵، او فتوایی صادر کرد که جهاد علیه اسرائیل را بر مسلمانان واجب دانست.

## تحصیلات و فعالیت‌ها
محمدتقی عثمانی تحصیلات خود را در دارالعلوم کراچی، دانشگاه کراچی و دانشگاه پنجاب گذراند و از سال ۱۹۶۰م تدریس در دارالعلوم کراچی را آغاز کرد. او از سال ۱۹۶۷م سردبیر مجله اردو زبان البلاغ و از ۱۹۷۶م سردبیر نسخهٔ انگلیسی آن است.

### فقه و اقتصاد اسلامی
عثمانی عضو دائمی «مجمع فقه اسلامی» وابسته به سازمان همکاری اسلامی است. همچنین او ریاست هیئت‌های شرعی در ده‌ها بانک اسلامی، از جمله بانک مرکزی پاکستان، را برعهده داشته است. کتاب مقدمه‌ای بر مالیه اسلامی (۱۹۹۸) از آثار او در این حوزه است. بر اساس گزارش The Muslim 500: «نفوذ اصلی عثمانی به دلیل جایگاه او به عنوان یک مرجع جهانی در زمینه مالی اسلامی است.»

### آثار علمی
عثمانی بیش از ۱۴۰ کتاب به زبان‌های عربی، اردو و انگلیسی تألیف کرده‌است. از آثار برجستهٔ او در حوزهٔ قرآن، ترجمه و تفسیر معارف‌القرآن، القرآن الکریم: ترجمه و تفسیر انگلیسی و توضیح‌القرآن است. در علم حدیث، تکملة فتح‌الملهم در شش جلد، انعام‌الباری، درس ترمذی و المدوّنة الجامعه از مهم‌ترین آثار او هستند.

### افتخارات
عثمانی در سال ۲۰۱۹ نشان دولتی «ستاره امتیاز» پاکستان، در ۲۰۱۰ نشان «استقلال» اردن، و در ۲۰۲۲ دکترای افتخاری از دانشگاه بین‌المللی تیئیسم در آمریکا دریافت کرد.